# Brunei aux Jeux olympiques d'été de 2004
Brunei a envoyé 1 athlète aux Jeux olympiques de 2004 à Athènes en Grèce.

## Résultats

### Athlétisme
1500 m Hommes
- Jimmy Anak Ahar - 1er tour : 4 min 14 s 11 (13e de la série)

## Officiels
- Président : H.r.h. Prince Haji Sufrites Bolkiah
- Secrétaire général : Dato Haji Paduka Talib Bin Haji Berudin